# Gran Premi d'Itàlia del 2003
Resultats del Gran Premi d'Itàlia de Fórmula 1 de la temporada 2003 disputat al circuit de Monza el 14 de setembre del 2003.

## Resultats
| Pos | No | Pilot                 | Equip              | Voltes | Temps/ Retirada         | Pos. de sortida | Punts |
| --- | -- | --------------------- | ------------------ | ------ | ----------------------- | --------------- | ----- |
| 1   | 1  | Michael Schumacher    | Ferrari            | 53     | 1h 14' 19. 838          | 1               | 10    |
| 2   | 3  | Juan Pablo Montoya    | Williams - BMW     | 53     | + 5.294 s               | 2               | 8     |
| 3   | 2  | Rubens Barrichello    | Ferrari            | 53     | + 11.835 s              | 3               | 6     |
| 4   | 6  | Kimi Räikkönen        | McLaren - Mercedes | 53     | + 12.834 s              | 4               | 5     |
| 5   | 4  | Marc Gené             | Williams - BMW     | 53     | + 27.891 s              | 5               | 4     |
| 6   | 16 | Jacques Villeneuve    | BAR - Honda        | 52     | + 1 Volta               | 10              | 3     |
| 7   | 14 | Mark Webber           | Jaguar - Cosworth  | 52     | + 1 Volta               | 11              | 2     |
| 8   | 8  | Fernando Alonso       | Renault            | 52     | + 1 Volta               | 20              | 1     |
| 9   | 9  | Nick Heidfeld         | Sauber - Petronas  | 52     | + 1 Volta               | 16              |       |
| 10  | 11 | Giancarlo Fisichella  | Jordan - Ford      | 52     | + 1 Volta               | 13              |       |
| 11  | 12 | Zsolt Baumgartner     | Jordan - Ford      | 51     | + 2 Voltes              | 18              |       |
| 12  | 18 | Nicolas Kiesa         | Minardi - Cosworth | 51     | + 2 Voltes              | 19              |       |
| 13  | 10 | Heinz-Harald Frentzen | Sauber - Petronas  | 50     | + 3 Voltes              | 14              |       |
| Ret | 5  | David Coulthard       | McLaren - Mercedes | 45     | Pressió del combustible | 8               |       |
| Ret | 20 | Olivier Panis         | Toyota             | 35     | Frens                   | 9               |       |
| Ret | 19 | Jos Verstappen        | Minardi - Cosworth | 27     | Pèrdua d'oli            | 17              |       |
| Ret | 17 | Jenson Button         | BAR - Honda        | 24     | Caixa canvi             | 7               |       |
| Ret | 21 | Cristiano da Matta    | Toyota             | 3      | Virolla                 | 12              |       |
| Ret | 15 | Justin Wilson         | Jaguar - Cosworth  | 2      | Caixa canvi             | 15              |       |
| Ret | 7  | Jarno Trulli          | Renault            | 0      | Hidràulics              | 6               |       |

## Altres
- Pole: Michael Schumacher 1' 20. 963

- Volta ràpida: Michael Schumacher 1' 21. 832 (a la volta 14)